# Kvirinalska palača
Kvirinalska palača (talijanski Palazzo del Quirinale ili Quirinale) službena je rezidencija predsjednika Talijanske Republike, smještena na brežuljku Kvirinal, najvišem od sedam rimskih brežuljaka, u Via del Quirinale i okrenuta na Piazza del Quirinale.

## Papinska, kraljevska, pa predsjednička rezidencija
Palaču je dao sagraditi 1573. papa Grgur XIII. kao papinski ljetnikovac. Godine 1823., 1829., 1831. i 1846. palača je služila kao mjesto održavanja papinskih konklava. Služila je kao papinska rezidencija i sjedište središnjih ureda civilne vlasti u Papinskoj Državi sve do njezina pada 1870. godine. Palača je okupirana tijekom invazije na Rim, te je postala službena kraljevska rezidencija kraljeva Italije nakon što je Rim proglašen glavnim gradom Italije. Iako su u stvarnosti neki kraljevi, osobito kralj Viktor Emanuel III. (1900. – 1946.) živjeli u drugim privatnim rezidencijama, Quirinale se ipak koristila kao službena rezidencija te za državne potrebe. Nakon ukinuća monarhije 1946., palače je postala službena rezidencija i radnim mjestom predsjednika Talijanske Republike. 
Pročelje palače projektirao je Domenico Fontana, a "Veliku kapelicu" Carlo Maderno. Oslikana je i freskama Guida Renija, ali najpoznatija freska je Blagoslov Kristov Melozza da Forlìja. 

## Vanjske poveznice
- Službene stranice Predsjednika Italije